# Església de la Puríssima Concepció de Quart de Poblet
L'Església Parroquial de la Puríssima Concepció és un temple catòlic situat al municipi de Quart de Poblet. És Bé de Rellevància Local amb identificador nombre 46.14.102-001.